# シクロヘプテン
シクロヘプテンは、分子式がC7H12の7員環のシクロアルケンである。引火点は−6.7 ℃。有機化学における原料とポリマー合成におけるモノマーとして用いられる。シス-トランス異性体を有する。消防法による第4類危険物第2石油類に該当する。
|                                   |                                       |                                           |
| cis-シクロヘプテン （いす形配座） | cis-シクロヘプテン （ねじれ舟形配座） | trans-シクロヘプテン （ねじれいす形配座） |

## trans-シクロヘプテン
シクロヘプテンにおいてはシス異性体がよく仮定されるが、トランス異性体もまた存在する。有機合成化学におけるtrans-シクロヘプテンの合成方法のひとつとしてcis-シクロヘプテンと安息香酸メチルの混合物に紫外線を-35°Cで照射する一重項光増感があげられる。トランス異性体中の二重結合はひずみエネルギーが大きい。一般的に、アルケンに直接結合している原子は全て同一平面状にあるが、trans-シクロヘプテンにおいては自身の環の大きさのために残った3個の炭素原子が結合して環を閉じるために十分接近することが出来ないため、アルケンとそれに結合した2つの炭素原子がその様な幾何的性状を保つことができない（ブレット則）。性状を保つには、非常に大きな結合角（環ひずみ）や非常に長い結合の長さ（結合距離）が必要である。ひずみはアルケンに直接結合した2つの炭素原子の平面三角形化とそれらの相対的回転によりある程度緩和される。二重結合のピラミッド化角は37° と見積もられている。（平面三角形分子構造を持つ原子を0°として）p軌道のずれは30.1°である。

## 立体配座
cis-シクロヘプテンは、擬6員環であるため、いす形（Cs対称性）とねじれ舟形（Cs対称性）の2つの安定配座で存在すると考えられている。いす形配座がより安定である。
trans-シクロヘプテンの安定配座は、ねじれいす形（C1、非対称）である。